# Bronx (film din 2020)
Bronx este un film de acțiune francez din 2020 scris și regizat de Olivier Marchal avându-i în rolurile principale pe Lannick Gautry, Stanislas Merhar și Kaaris. A fost lansat pe Netflix pe 30 octombrie 2020.

## Sinopsis
În Marsilia, bărbați din clanul corsican Bastiani comit un adevărat masacru într-un bar de pe plajă. Ancheta este încredințată lui Richard Vronski, un ofițer de poliție BRI cu metode neortodoxe. Acest lucru nu este pe placul rivalului lui Vronski, maiorul Costa al BRB. Un nou director de poliție este numit la Marsilia, Ange Leonetti, însărcinat să aducă ordine în oraș. Marsilia este în plină fierbere: fiica comisarului cochetează cu un agent ala BRI, șefii din cartierele din nord îi amenință pe corsicani, un martor cheie este asasinat în timp ce este reținut de poliție și inspectoratul general a trimis un comandant foarte tenace. Pentru a-și salva pielea, Vronski și oamenii săi vor încerca să fure drogurile unei livrări între corsicani și spanioli.

## Distribuție
- Lannick Gautry - comandantul BRI Richard Vronski
- Stanislas Merhar - Willy Kapellian
- Kaaris - Max Beaumont
- David Belle - Zach Damato
- Patrick Catalifo - comisarul principal Georges Campana
- Gérard Lanvin - Paul Maranzano, zis Bătrânul
- Jean Reno - directrul inter-regional al poliției judiciare Ange Leonetti
- Ériq Ebouaney - Stephan Jankovic
- Francis Renaud - Franck Nadal
- Moussa Maaskri - maiorul Mario Costa (BRB)
- Claudia Cardinale - Catarina Bastiani
- Erika Sainte - Zoé Vronski
- Catherine Marchal - comandantul IGPN Katia de Vrindt
- Barbara Opsomer - Manon Leonetti
- Dani - Angelica Maranzano
- Alain Figlarz - Santu Bastiani, zis Grăsanul
- Jeanne Bournaud - Hélène Litvak
- Pierre-Marie Mosconi - Joseph Bastiani
- Virgile Bramly - Victor Scanga
- Ange Basterga - Thierry Bentz